# Eufrátesz

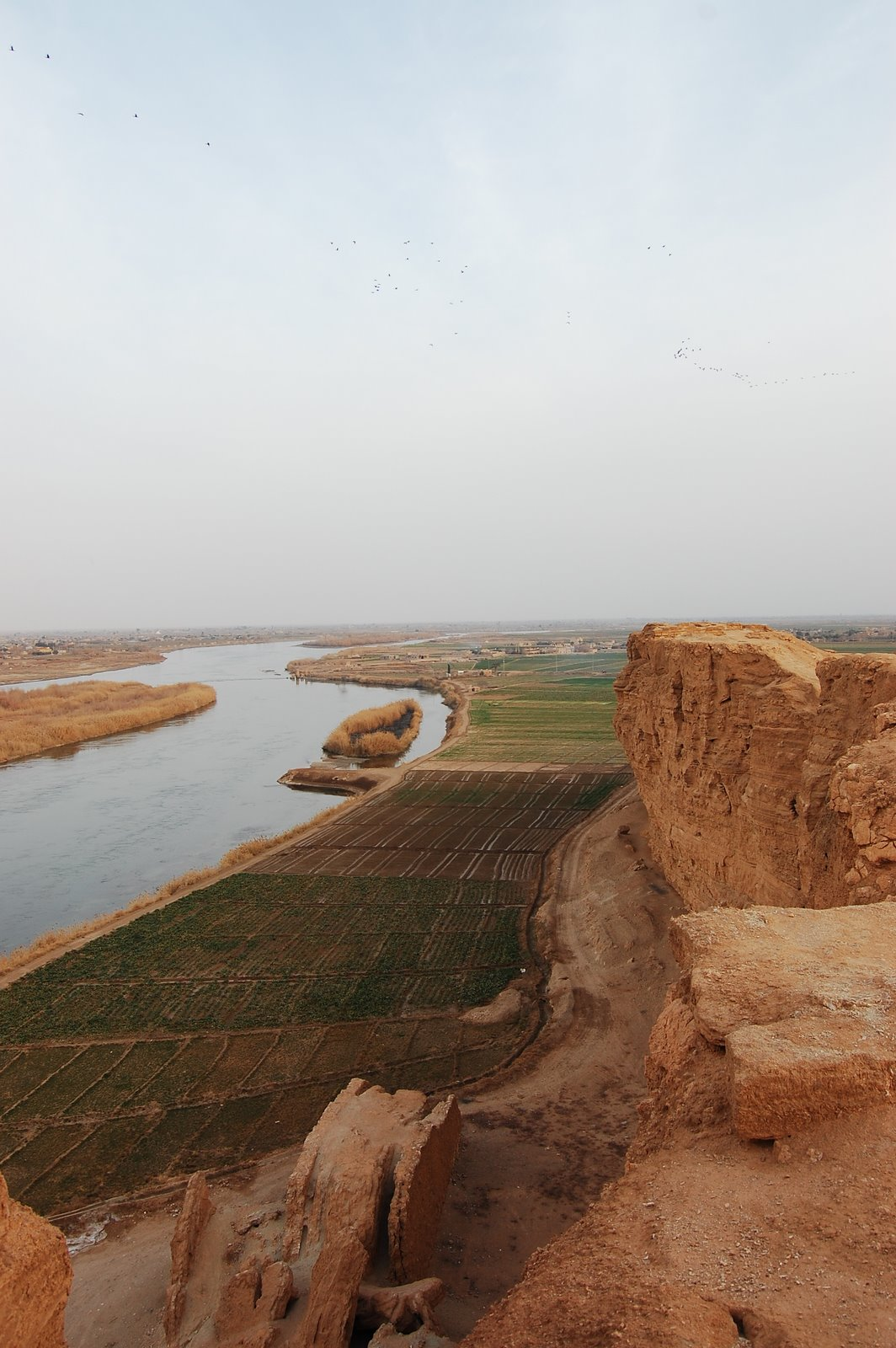
Dura-Európosznál, Szíria

Az Eufrátesz (helyesebben Euphratész Εὐφράτης, sumerül Buranunna, akkádul: Pu-rat-tu, törökül: Fırat, arabul: الفرات (al-Furát), örményül Եփրատ (Yeṗrat), héberül: פְּרָת (Perath), kurdul Ferat, azeriül: Fərat, óperzsául Ufrat, szírül ܦܪܘܬ vagy ܦܪܬ (Frot vagy Prâth) az egyik legnagyobb közel-keleti folyó, az ókori Mezopotámia két folyamának egyike (a másik a Tigris).

## Földrajza
Az Örmény-felföldön, az Ararát-hegység és az Erzurum közt elnyúló 3000 m magas hegyláncon ered két ágból, a Murat folyó és a Karasu folyam találkozásánál. Törökország, Szíria és Irak területét érinti, vízgyűjtő területe még Kuvaitba és Szaúd-Arábiába is átnyúlik. Törökországban, a Toros-hegységben folyik. Ezen a szakaszon a folyó eléggé kanyargós, így a törökök több vízerőművet is építettek rá. Közülük a legnagyobb a Kebani-víztározó, a Karakaya-víztározó és a Törökország első miniszterelnökének (Mustafa Kemal Atatürk) a nevét viselő Atatürk-víztározó. A sok török vízerőmű építése és a folyóvíz túlhasználása Irakban már vízhiányhoz vezet. Gaziantep városától nem messze folyik át Szíriába. Itt a folyó mentén rengeteg ókori romváros található. A leghosszabb szír mellékfolyója a Khabur. Irakban egy alacsony tájon, a Mezopotámiai-alföldön folyik végig. A másik legjelentősebb mezopotámiai folyó, a Tigris Baszra kikötővárostól északra torkollik az Eufráteszbe. A két folyó itt Satt el-Arab néven egyesül és ömlik a Perzsa-öbölbe. Vízjárásuk eltér egymástól, mert a Tigris közvetlenül a törökországi hegyvidéki területről érkezik Irakba, míg az Eufrátesz először végigkanyarog a Szíriai-sivatagon és csak azután lépi át a határt.

## Története

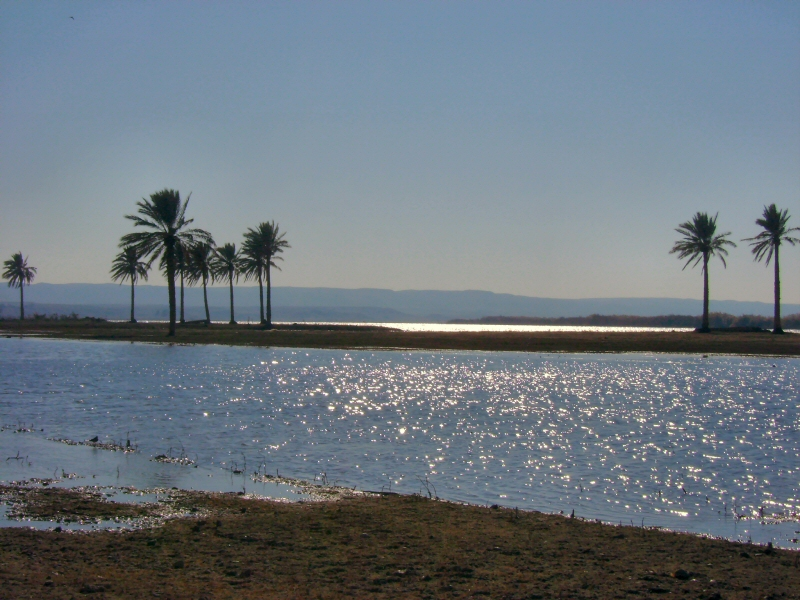
A folyó Irakban

Történelme az ókorig nyúlik vissza, nagy szerepe volt a sumer, a babilóniai, az asszír és az akkád civilizáció kialakulásában. Évszázadokon keresztül természetes határt képezett a Római Birodalom és a Perzsa Birodalom között. Vizét az ókori Mezopotámia sivatagos és félsivatagos területein öntözésre használták. A folyó partja mentén épültek a legfontosabb hajdani városok is, mit például Dejr ez-Zaur, Babilon, Uruk, Ur vagy a Nagy Sándor által alapított Rakka városa. A Bibliában, a négy nagy folyó egyike, az Ígéret Földjének északi határaként is említik. A legnagyobb, e folyó menti csata az babiloni II. Nabú-kudurri-uszur és II. Nékó egyiptomi fáraó serege között zajlott Kr. e. 605-ben, a karkemisi átkelőnél (karkemisi csata).

## Kiszáradásának okai
Éveken belül teljesen kiszáradhat az Eufrátesz folyó. A virágzó ókori birodalmak helyén ma már szinte mindenütt terméketlen sivatagok találhatóak. Ennek oka elsősorban az iraki, török és szíriai vízpolitikában, és a folyó évtizedes elhanyagolásában rejlik. Szakértők szerint akkora a baj, hogy néhány éven belül a folyó vízhozama a mai felére csökken. A csökkenő vízszint, a folyamatos aszály elüldözi a helyi halászembereket és gazdálkodókat. Ezek a jobbára alacsonyan képzett tömegek aztán a környékbeli városokba vándorolnak, hogy megélhetést találjanak, amit a munkaerőpiac nem képes lekövetni. Rizs- és gabonaföldek helyett most csak a kiszáradt, töredezett földterületek látványa fogadja a látogatót. A halászhajók sem a vízfelszínen lebegnek, hanem az üres folyómederben foszladoznak a tűző napon. A szárazság egyébként Irak egész területén jelentkezik. Az aszály következtében még a viszonylag csapadékdús északi területeken is 95 százalékkal kevesebb búza és árpa terem, de a datolyapálma és citrus ültetvények is megsínylik a klímaválságot és a drasztikus vízhiányt.

## A folyó menti nagyobb települések
- Törökország: Elâzığ, Mantalya
- Szíria: Rakka, Dajr az-Zaur
- Irak: Hadísza, Nedzsef, Ramádi, Baszra

## Külső hivatkozások
- Az Eufrátesz és a nemzetközi jog Archiválva 2011. február 9-i dátummal a Wayback Machine-ben (angolul)
- The Jewish Encyclopedia: Eufrátesz – Az Ótestamentum említései a folyóról (angolul)
- Törökország vízhasznosítása és az Eufrátesz (törökül)
- Vízipiac Magazin- Kiszáradóban az Eufrátesz
- A Pallas nagy lexikona
- http://web.bryant.edu/~langlois/ecology/history.htm
- Livius.org Archiválva 2010. március 10-i dátummal a Wayback Machine-ben (angolul)